# Waltham International

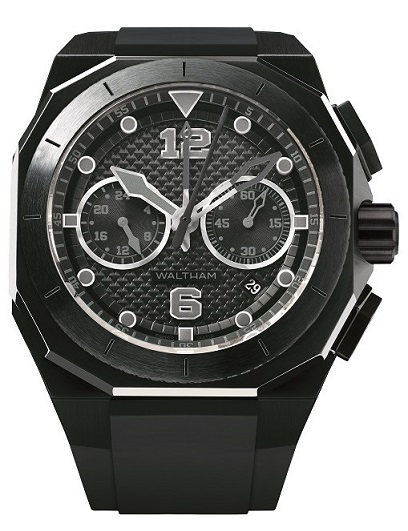
Waltham Black Matter

Waltham International SA wurde im Jahre 1954 in Lausanne, Schweiz, als Niederlassung der amerikanischen Waltham Watch Company, Waltham, Massachusetts, gegründet, als Zulieferer der notwendigen Werk- und Uhrenteile, die nicht in den USA aus eigener Herstellung erhältlich waren.
Die Waltham International SA hat sich seit längerer Zeit in Marin-Epagnier/Neuchâtel, Schweiz, niedergelassen und stellt, seit der Schließung 1957 der amerikanischen Waltham Watch Company, eigenständig unter der Marke „Waltham“ Schweizer Luxusuhren her.